# Август Крейс III
Август Крейс III е неонацистки лидер, той е член на Ку-клукс-клан, Арийските нации и Posse Comitatus. Преди да се присъедини към Posse Comitatus в края на 80-те години на 20 век е бил от 13 години член на Ку-клукс-клан, а през 1999 г. се присъединява и към Арийските нации. След смъртта на Ричард Бътлър, дотогава лидер на Арийските нации, мястото му заема Август Крейс III.

## Биография
Август Крейс завършва гимназия в Нюарк, щата Ню Джърси, по-късно служи в Военноморските сили на САЩ край бреговете на Виетнам.